# خوان ایبیزا
خوان ایبیزا (انگلیسی: Juan Ibiza؛ زادهٔ ۱۷ اوت ۱۹۹۵) بازیکن فوتبال اهل اسپانیا است.
از باشگاه‌هایی که در آن بازی کرده‌است می‌توان به باشگاه فوتبال آلمریا اشاره کرد.